# Ксенокле
Ксенокле (Грчки: Ξενοκλῆς) био je старогрчки трагичар. Однео је победу у Дионизији 415. пре Христа. Друге Ксеноклове драме укључују Licymnius.  Дело је касније пародирао Аристофан. Аристофан се такође негативно односи на Ксенокла у Thesmophoriazusae и Жабама.
Ксенокле је био син Карцина Старијег и отац Карцина Млађег, обојица су такође били трагичари. Имао је најмање два брата који су такође били трагични песници или глумци. Древни извори се разликују о томе да ли је Ксенокле био један од три или четири брата и различито их називају.